# Симеон Симов (лекар)
Вижте пояснителната страница за други личности с името Симеон Симов.
Симеон Симов е български лекар и колекционер.

## Биография
Роден е на 25 октомври 1931 г. в Перник. Учи в Първа търговска и Шеста мъжка гимназия в София. През 1957 г. завършва медицина в София, след което започва работа като лекар, но в края на 1950-те години напуска страната и се установява първоначално във Франция, после в Германия, а след това в Италия. От началото на 1960-те години в продължение на десетилетия той събира атласи, карти, гравюри, рисунки, книги, свързани с историята на България и Балканите. Участва в аукциони, посещава антиквариати навсякъде, където пътува в Западна Европа, с единствената цел да се сдобие с интересен и ценен екземпляр. Първоначално събира предимно карти и атласи. Постепенно започва да колекционира и книги, гравюри и рисунки. През 1978 г. в Народната библиотека „Кирил и Методий“ пристигат 30 географски карти, подарени на българското посолство във Федерална република Германия от д-р Симеон Симов, живеещ и работещ тогава в Хамбург. През есента на 1985 г. във Велико Търново за първи път е показана част от колекцията от атласи, карти, старопечатни издания и гравюри за българската история. А през май 1986 г. е открита втора изложба в София. Така идва и решението му да остане завинаги в българските архиви. В началото на 2006 г. след срещи и разговори между председателя на Държавна агенция „Архиви“ Боряна Бужашка и д-р Симов, както и с помощта на министър-председателя Сергей Станишев и Министерството на финансите, ценната колекция постъпва в Централен държавен архив. Образуван е фонд 2115К, който се състои от 1126 архивни единици от периода 1478 – 2001 г.